# كاتسوهيرو ياماك
كاتسوهيرو ياماك (باليابانية: 山木 勝博) (مواليد 16 أبريل 1969)، هو لاعب كرة قدم سابق كان يلعب كمهاجم.